# كارولوس كلاسياس
كارولوس كلاسياس (بالفرنسية: Charles de L'Écluse) (و. 1525 – 1609 م) هو عالم نبات، وطبيب، ومترجم، وأستاذ جامعي، وعالم فطريات من الأراضي المنخفضة الجنوبية، وفرنسا، ولد في أراس، توفي في لايدن، عن عمر يناهز 84 عاماً.

## مناصب
تولى منصب أستاذ جامعي، علم النبات (أكتوبر 1593–4 أبريل 1609)، وكبير الإداريين التنفيذيين، Hortus Botanicus Leiden ‏ (أكتوبر 1593–4 أبريل 1609).

## التعليم
تعلم في جامعة خنت، وجامعة فيتنبرغ، وجامعة ماربورغ، وجامعة لويفن القديمة ‏، وجامعة مونبلييه.

## روابط خارجية
- كارولوس كلاسياس على موقع الموسوعة البريطانية (الإنجليزية)